# ان‌اکس‌تی
ان‌اکس‌تی (به انگلیسی NXT همچنین Nxtcoin)، نوعی ارز رمزی است. در آبان‌ماه سال ۱۳۹۲، توسعه‌دهنده این ارز به نام BCNext، شبکه مورد نیاز این ارز را راه‌اندازی کرد. پس از چندی، کد منبع این ارز رمزی در دسترس همگان قرار گرفت. الگوریتم طراحی شده برای این ارز به گونه‌ای است که برای رسیدن به توافق در انجام معاملات، از الگوریتمی به نام گواه بر سهام استفاده می‌شود. کل پول موجود در این ارز رمزی از ابتدای کار در اختیار سهامداران قرار گرفته‌است و برای به دست آوردن پول ان‌اکس‌تی، تنها راه خریداری این پول از صاحبان قبلی است. به این ترتیب کل پول در این ارز رمزی همیشه مقداری ثابت دارد و بر خلاف بیت‌کوین، استخراج یا همان ماینینگ معنی ندارد. طبق ادعای خالق این ارز رمزی، امکان ایجاد ارزهای جدید بر پایه سیستم موجود در ان‌اکس‌تی وجود دارد.

## اثبات سهام در ان اکس تی
برخلاف بیت کوین و ارزهای مشابه که از اثبات کار برای تأیید تراکنش‌های استفاده می‌کند ان اکس تی از اثبات سهام برای تأیید تراکنش‌ها بهره می‌برد که به سخت‌افزارهای قدرتمند نیازی ندارد.

## طراحی و پیاده‌سازی
ان اکس تی بر پایهٔ زبان جاوا طراحی و پیاده‌سازی شده‌است.